# Statham (Géorgie)
Pour les articles homonymes, voir Statham.
Statham est une ville américaine située dans le comté de Barrow, en Géorgie. Selon le recensement de 2020, sa population est de 2 813 habitants.